# St. Nikolaus (Arnbach)

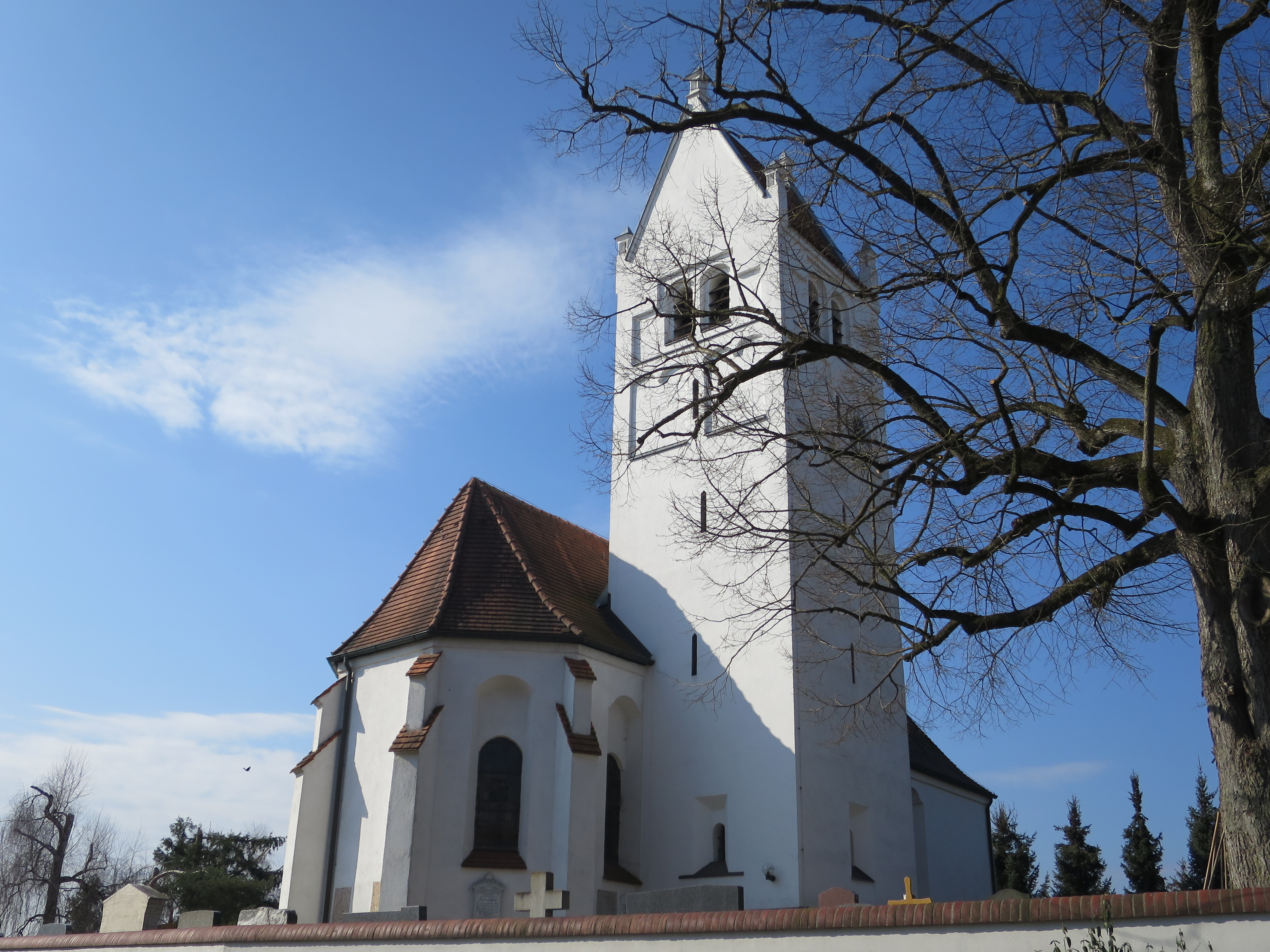
St. Nikolaus in Arnbach

Die römisch-katholische Pfarrkirche St. Nikolaus steht in Arnbach, einem Gemeindeteil von Schwabhausen im Landkreis Dachau in Oberbayern. Das Bauwerk ist als Baudenkmal unter der Nr. D-1-74-143-10 eingetragen. Die Kirche gehört zum Erzbistum München und Freising.

## Beschreibung
Die heutige Saalkirche wurde im 15. Jahrhundert erbaut und 1730/31 barock umgestaltet. Sie besteht aus einem Langhaus, einem eingezogenen, dreiseitig geschlossenen, von Strebepfeilern gestützten Chor im Osten und einem Chorflankenturm an der Nordwand des Chors, dessen oberstes Geschoss hinter den als Biforien gestalteten Klangarkaden den Glockenstuhl mit drei Kirchenglocken beherbergt. Die Giebel, die das Satteldach des Chorflankenturms flankieren, sind mit kleinen Ziertürmchen versehen.
Der Innenraum des Langhauses ist mit einer Flachdecke überspannt, der des Chors mit einem Kreuzgewölbe. Der Stuck wurde um 1740 eingebracht, die Fresken erst 1859. Die um 1900 von Willibald Siemann gebaute Orgel wurde 1924 gebraucht erworben.